# جون أغنيو
جون أغنيو (بالإنجليزية: John Agnew)‏ هو لاعب كرة قدم بريطاني في مركز نصف الجناح، ولد في 27 يونيو 1935 في ستوكتون أون تيز ‏ في المملكة المتحدة، وتوفي في 2002. لعب مع شيفيلد وينزداي ونادي دارلنجتون ونادي كوربي تاون.